# Kościół św. Józefa Rzemieślnika w Krosnej
Kościół św. Józefa Rzemieślnika w Krosnej – świątynia rzymskokatolicka w miejscowości Krosna, w gminie Laskowa, będąca kościołem parafialnym parafii św. Józefa.

## Architektura
Jest to przestronny kościół murowany o nowoczesnej bryle. Składa się z dwóch poziomów. Poziom dolny jest jednonawowy, zaś górny składa się z jednej nawy i kaplicy bocznej.

## Wnętrze

### Kościół dolny
Znajduje się tu piękny drewniany ołtarz w kolorze ciemnego brązu, przeniesiony ze starej kaplicy. Wykonany został przez Dominika Bukowca i Józefa Mrozowskiego. Umieszczono w nim posąg Matki Bożej niepokalanie Poczętej. Po bokach znajdują się dwie figury przedstawiające św. Józefa: jedna z Dzieciątkiem, a druga z lilią.

### Kościół górny
W ołtarzu głównym znajduje się obraz Święty Józef z Dzieciątkiem. Nad nim umieszczono Oko Opatrzności. Tuż przy ołtarzu stoi drewniana figura Jezusa Zmartwychwstałego.

### Kaplica boczna
W bocznej kaplicy znajduje się niewielki ołtarz Serca Jezusowego, przy którym stoi piękna marmurowa chrzcielnica.